# Naftali von Ropschütz
Naftali von Ropschütz, auch Rabbi Naphtali Zewi Hurwitz von Ropszice (hebräisch נפתלי צבי הורוביץ) (geboren 22. Mai 1760 in Lesko; gestorben 8. Mai 1827 in Łańcut), war ein chassidischer Rabbiner aus Galizien. 

## Leben und Wirken
Er wurde an dem Tag geboren, an dem Rabbi Baal Schem Tov verstarb. Er war Schüler von Jaakow Jizchak Horowitz, des Sehers von Lublin, und von Rabbi Mendel von Rymanow und gilt als einer der hervorragendsten Schüler von Rabbi Mendel. Nach einer Version kam es zwischen Naftali von Ropschütz und R. Mendel zum Streit über die Auswirkung des russischen Feldzuges von Napoleon. Während R. Mendel auf den Sieg von Napoleon hoffte und diesen als heilbringend für die Juden ansah, befürchte Naftali von Ropschütz eine Unterdrückung der Juden nach einem Sieg Napoleons. Nach einer anderen Version sah R. Menachem Mendel ben Meir diesen Krieg als Voraussetzung für das Kommen des Messias an, während Naftali von Ropschütz diese Ansicht ablehnte. Diese Meinungsverschiedenheit nahmen beide zum Anlass, zu Rabbi Israel von Koschnitz zu fahren.
Über sein Leben ist wenig bekannt. Martin Buber berichtet über ihn, dass er in seiner Jugend zu durchaus auch bitteren Streichen aufgelegt war, später jedoch von seinen Zeitgenossen als Mann von außerordentlicher Klugheit geschätzt wurde. Er war zweimal verheiratet und ließ sich von seiner ersten Frau, die als zanksüchtig und eitel charakterisiert wird, scheiden. Im Gegensatz zu anderen chassidischen Rabbinern waren ihm die sog. „Lösegelder“ fremd. Naftali von Ropschütz war Lehrer von Chaim von Zans.